# Pleuretra hystrix
Pleuretra hystrix är en hjuldjursart som beskrevs av Bartoš 1950. Pleuretra hystrix ingår i släktet Pleuretra och familjen Philodinidae. Inga underarter finns listade i Catalogue of Life.